# Trstěnice (okres Cheb)
Trstěnice (Duits: Neudorf bei Plan) is een gemeente in het zuiden van de Tsjechische regio Karlsbad. De gemeente ligt op 558 meter hoogte, ongeveer 5 kilometer ten zuiden van Mariënbad (Mariánské Lázně). Naast het dorp Trstěnice zelf ligt ook het dorp Horní Ves in de gemeente.

Aš · 
Cheb · 
Dolní Žandov · 
Drmoul · 
Františkovy Lázně · 
Hazlov · 
Hranice · 
Krásná · 
Křižovatka · 
Lázně Kynžvart · 
Libá · 
Lipová · 
Luby · 
Mariënbad (Mariánské Lázně) · 
Milhostov · 
Milíkov · 
Mnichov · 
Nebanice · 
Nový Kostel · 
Odrava · 
Okrouhlá · 
Ovesné Kladruby · 
Plesná · 
Podhradí · 
Pomezí nad Ohří · 
Poustka · 
Prameny · 
Skalná · 
Stará Voda · 
Teplá · 
Trstěnice · 
Třebeň · 
Tři Sekery · 
Tuřany · 
Valy · 
Velká Hleďsebe · 
Velký Luh · 
Vlkovice · 
Vojtanov · 
Zádub-Závišín